# جوزيه خافيير رييس
جوزيه خافيير رييس هو كاتب ومخرج فلبيني، ولد في 21 أكتوبر 1954 في الفلبين.

## وصلات خارجية
- جوزيه خافيير رييس على موقع IMDb (الإنجليزية)
- جوزيه خافيير رييس على موقع ألو سيني (الفرنسية)
- جوزيه خافيير رييس على موقع ميوزك برينز (الإنجليزية)
- جوزيه خافيير رييس على موقع أول موفي (الإنجليزية)
- جوزيه خافيير رييس على موقع قاعدة بيانات الفيلم (الإنجليزية)
- جوزيه خافيير رييس على موقع كينوبويسك (الروسية)